# Клејпул (Аризона)
Клејпул (енгл. Claypool) насељено је место без административног статуса у америчкој савезној држави Аризона.

## Демографија
По попису из 2010. године број становника је 1.538, што је 256 (-14,3%) становника мање него 2000. године.
| Група             | 2000.         | 2010.       |
| Белци             | 1.000 (55,7%) | 892 (58,0%) |
| Афроамериканци    | 17 (0,9%)     | 11 (0,7%)   |
| Азијати           | 2 (0,1%)      | 6 (0,4%)    |
| Хиспаноамериканци | 736 (41,0%)   | 593 (38,6%) |
| Укупно            | 1.794         | 1.538       |